# FC Onești
FC Onești a fost un club de fotbal din Onești, județul Bacău, România care a evoluat în Liga I (Divizia A) în sezoanele 1998-1999, 1999-2000. Clubul, fiind falimentar, s-a desființat în 2004.

## Istoric
În anul 1963 clubul a apărut în divizia C sub numele „Chimia Onești” (1963-1971). Din anul 1971 echipa s-a numit „Trotușul” (1971-1974), iar ulterior „CAROM” între anii 1974-1975. A promovat în divizia B în locul echipei Știința Bacău, fiind cunoscută ulterior sub numele de „C.S.M. Borzești”. În anul 1973 a intrat în divizia C sub numele „Energia”, care a rezistat în această divizie până în anul 1984, cu o escală de un an în divizia B între anii 1979-1980. În anul 1987 a intrat în divizia C, sub numele „MECON Onești” (1987), apoi „MECONERG” (1991-1993), „Electromecon” (1993-1994), „F.C. Electro” (1994-1995) și F.C. Onești (1995-2004).
Clubul actual a fost înființat în anul 1994 prin fuzionarea a două cluburi de fotbal locale: C.S.M. Borzești și A.S. Electromecon Onești, la inițiativa lui Nicolae Puiu, cu sprijinul lui Simion Albu (manager al RAFO S.A.) și a lui Ion Marian (liderul sindicatului „Rafinorul”).
Culorile echipamentului erau: alb-albastru (acasă), alb-albastru (deplasare).

### CSM Borzești
Clubul Sportiv Muncitoresc Borzești (abreviat C.S.M. Borzești și împărțit în șase secții: fotbal, handbal, box, judo, motociclism, șah, plus grupul sportiv școlar cu profil de gimnastică înființat în 1969) avea secția de fotbal provenită din echipa studenților din Bacău, înființată în 1965 în cadrul Institutului pedagogic sub numele Știința Bacău. În primul an al existenței (1965-1966) a participat în campionatul municipal, apoi în 1966-1967 și 1967-1968 în campionatul regional, promovând, după barajul din vara anului 1968, în Divizia C. S-a numărat printre echipele de mijloc ale clasamentului, ocupând succesiv următoarele locuri: XIV (1969-1970), XII (1970-1971), XIV (1971-1972), IX (1972-1973), III (1973-1974, cea mai bună performanță), XIV (1974-1975). Din anul înființării (1965) până în 1974 ca antrenor a fost profeseorul Gr. Sichitiu.
În vara anului 1975 Știința Bacău a devenit C.S.M. Borzești, prin transferul sediului echipei și a întregului lot de jucători și a continuat să activeze în divizia secundă sub acest nume nou care îi reprezenta pe muncitorii petrochimiști din Onești, echipa fiind tutelată de Combinatul Petrochimic Borzești. Sub numele C.S.M. Borzești l-a avut ca antrenor pe Ion Ștefănescu, iar echipa a ocupat locul IX în 1975-1976, XVI (1976-1977) și a retrogradat în Divizia C, fiind în acest eșalon până în 1980. A revenit în Divizia B la finalul campionatului 1979-1980 pentru un singur an (locul XV în 1980-1981). După un alt an (1981-1982) în Divizia C a urmat încă două campionate în Divizia B (1982-1983, locul XI și 1983-1984, locul XVIII) și a trecut ulterior în cea de a treia treaptă competițională.

### Desființare
În sezoanele 1998–1999 și 1999–2000 echipa a fost patronată de Nicolae Puiu, iar în urma retrogradării, acesta s-a retras.
Clubul de fotbal FC Onești a fost desființat în 6 martie 2004, pe fondul problemelor financiare ale RAFO, principalul sponsor al clubului, care a renunțat la întreținere din cauza datoriilor avute de rafinărie la statul român. Anterior, și FC Inter Sibiu și FC Bucovina Suceava au fost desființate tot din motive financiare. În contextul anului electoral, primarul orașului, Emil Lemnaru, împreună cu prefectul județului Bacău au strâns 107 societăți din Onești pentru a sponsoriza clubul de fotbal, dar după câteva zile acestea s-au răzgândit și au mai rămas dispuse să susțină 4 societăți.

## Stadionul
Stadionul FC Onești are o capacitate de aproximativ 12.000 locuri, dintre care 4.500 pe scaune pe scaune. Este cel mai mare stadion din orașul Onești. În anul 1995 stadionul a fost modernizat împreună cu pavilionului administrativ. Are o dimensiune de 110 m pe lungime și 65 m pe lățime. Nu are instalație de nocturnă.
Pe stadion nu s-a mai disputat un meci oficial din decembrie 2003. 
Între anii 2001 și 2003 în Hotelul Sport din Onești au fost cazați fotbaliștii din afara localității. În anul 2017 hotelul, ce fusese proprietatea rafinăriei RAFO S.A., a fost scos la vânzare de un lichidator judiciar.

## Palmares
În anul 1995 a ocupat locul secund în seria C1 după FC Foresta Fălticeni, iar ulterior a promovat în divizia B câștigând într-un meci de baraj cu scorul 1-0 pe CSM Flacăra Moreni.
Timp de 3 ani, clubul de fotbal a activat în divizia B ocupând de fiecare dată, la finalul campionatului, un loc în prima jumătate a clasamentului. În vara anului 1998, FC Onești a promovat pentru prima dată în divizia A. Ca urmare a locului secund ocupat la finalul întrecerii (după meciurile cu Astra Ploiești, câștigătoarea seriei), pentru promovare, clubul a susținut un meci de baraj la Făgăraș cu FC Electroputere Craiova pe care l-a câștigat cu scorul 2-1.
La finalul primului campionat în divizia A, FC Onești a ocupat locul 14 din 18 participante. La primele meciuri purtate cu Steaua București 2-3 (acasă) și 1-4 (deplasare), FC Dinamo București 1-4 (a) si 1-3 (d), FC Rapid București 1-2 (a) și 0-6 (d) și cu FC Universitatea Craiova 2-4 (d), dar a câștigat ulterior pe teren propriu cu scorul 3-2.
Între anii 1998-1999 a fost perioada de glorie a clubului oneștean. S-a clasat pe locul al 14-lea (in Divizia A), avându-l patron pe Nicolae Puiu.
În anul 2000, FC Onești a ocupat la finalul campionatului locul 16 retrogradant în divizia B, alături de Extensiv Craiova, CSM Reșița și Farul Constanța.
Și în sezonul 1999-2000 clubul oneștean a jucat tot în prima divizie, la final însă a retrogradat de pe poziția a 16-a. În acei ani au venit nume grele ale fotbalului românesc pe stadionul din Onești: Marius Lăcătuș, Cristian Chivu, Ioan Ovidiu Sabău, Emil Săndoi, Adrian Mutu, dar și alți jucători destul de importanți, cum ar fi: Eugen Trică, Adrian Neaga, Cristian Coroian, Bogdan Lobonț, Mirel Rădoi, Mircea Rednic, Adrian Iencsi, Dănuț Lupu, Marius Șumudică, Daniel Pancu, Ionel Ganea, Marius Măldărășanu, Robert Ilyeș, Ionuț Luțu etc.
Liga I:
- Locul 14, sezonul 1998–1999;
- Locul 16, sezonul 1999–2000;

Liga a II-a:
- sezoanele: 1995-1996, 1996-1997;
- Vicecampioană, sezonul 1997–1998;

Liga a III-a:
- Vicecampioană, sezonul 1994-1995.
- sezoanele: 2000-2001, 2001-2002, 2002-2003, 2003-2004.

## Sponsori
Clubul de fotbal i-a avut ca sponsori principali companiile: RAFO S.A., Carom S.A., Uton S.A., Electrocentrale Borzești și alții.

## Jucători importanți
- Daniel Munteanu
- Lucian Goian
- Cristian Constantin
- Marius Bilașco
- Giani Gorga
- Gigi Gorga
- Robert Iacob
- Ionel Chebac
- Ionel Pârvu
- Valeriu Răchită
- Vasile Jercălău
- Altin Masati
- Dănuț Oprea
- Marian Jilăveanu
- Vasile Ardeleanu
- Emil Nanu
- Vasile Avădanei
- Mihăiță Szekely

## Antrenori importanți
- Toader Șteț în 1996-1999;
- Alexandru Moldovan în 1999-2000;
- Toader Șteț în 1999-2000;
- Petre Grigoraș în 2002-2003;
- Gheorghe Poenaru în 2003-2004.